# Contea di Blanco
La contea di Blanco (in inglese Blanco County) è una contea dello Stato del Texas, negli Stati Uniti. La popolazione al censimento del 2010 era di 10 497 abitanti Il capoluogo di contea è Johnson City. Il suo nome deriva dal fiume Blanco, che attraversa la contea. Lo Stato del Texas formò Blanco County nel 1858, dalle parti delle contee Burnet, Comal, Gillespie, e Hays. Durante la primavera si svolge il Blanco Lavender Festival. Lo sceriffo della contea è Robert J. Morgan.

## Storia
I primi Nativi americani a stanziarsi nella zona, nel 1150 d.C., erano probabilmente degli antenati dei Lipan Apache.

## Geografia fisica
| Anno | Popolazione | ±%     |
| ---- | ----------- | ------ |
| 1860 | 1,281       |        |
| 1870 | 1,187       | −7.3%  |
| 1880 | 3,583       | 201.9% |
| 1890 | 4,649       | 29.8%  |
| 1900 | 4,703       | 1.2%   |
| 1910 | 4,311       | −8.3%  |
| 1920 | 4,063       | −5.8%  |
| 1930 | 3,842       | −5.4%  |
| 1940 | 4,264       | 11.0%  |
| 1950 | 3,780       | −11.4% |
| 1960 | 3,657       | −3.3%  |
| 1970 | 3,567       | −2.5%  |
| 1980 | 4,681       | 31.2%  |
| 1990 | 5,972       | 27.6%  |
| 2000 | 8,418       | 41.0%  |
| 2010 | 10,497      | 24.7%  |

Secondo l'Ufficio del censimento degli Stati Uniti d'America la contea ha un'area totale di 713 miglia quadrate (1850 km²), di cui 709 miglia quadrate (1840 km²) sono terra, mentre 4,2 miglia quadrate (10 km², corrispondenti allo 0,6% del territorio) sono costituiti dall'acqua.

### Strade principali
- U.S. Highway 281
- U.S. Highway 290
- Ranch Road 1

### Contee adiacenti
- Burnet County (nord)
- Travis County (nord-est)
- Hays County (est)
- Comal County (sud-est)
- Kendall County (sud-ovest)
- Gillespie County (ovest)
- Llano County (nord-ovest)

### Aree protette
Lyndon B. Johnson National Historical Park